# 응고병증
응고병증(凝固病症, coagulopathy)은 혈액응고, 즉 혈전을 형성하는 능력이 손상된 상태이다. 자발적으로 발생하거나 부상, 외과나 치과 시술 이후 생기기도 한다. 응고병증으로 인해 혈액이 굳는 데에 걸리는 시간이 연장되며 과도한 출혈 경향이 나타날 수 있다.
응고병증과 반대되는 질환으로는 혈전이 지나치게 잘 생기는 상태인 과응고 상태, 또는 혈전성향증이 있다.

## 징후 및 증상
응고병증은 통제되지 않는 신체 내부나 외부의 출혈을 유발할 수 있다. 통제되지 않는 출혈을 치료하지 않고 방치하면 관절, 근육, 내부 장기에 손상을 입히고 생명을 위협할 수 있다. 대량의 외부 출혈, 혈뇨, 혈변, 복시, 심한 두경부의 통증, 반복적인 구토, 보행의 어려움, 경련이나 발작 등 심각한 증상이 있는 경우 즉시 치료를 받아야 한다. 경미하지만 멈출 수 없는 외부 출혈이나 관절의 부종이나 뻣뻣함을 경험할 경우에도 즉각적인 치료를 받아야 한다.

## 기전
정상적인 혈액응고 과정은 혈액 내 다양한 단백질의 상호 작용에 달려 있다. 응고병증은 응고인자라는 혈액 응고 단백질의 농도가 줄어들거나 아예 없어서 발생할 수 있다. 혈우병이나 폰 빌레브란트 병과 같은 유전 질환은 응고인자의 감소를 유발할 수 있다.
와파린과 같은 항응고제는 혈전이 제대로 형성되는 것을 막는다. 응고병증은 혈소판 농도가 감소하거나 기능에 이상이 생겨 발생할 수도 있다.

## 치료
약물이나 대체 요법으로 응고병증의 증상을 관리하는 데 도움을 줄 수 있다. 농도가 감소해 있거나 아예 존재하지 않는 응고 인자는 인간 혈액에서 얻었거나 실험실에서 만들어낸 단백질로 대체 요법을 시행한다. 대체 요법은 이미 시작된 출혈을 치료하거나 출혈이 발생하는 것을 예방하기 위해 시행할 수 있다.
응급실과 같은 중요한 환경에서 대량의 출혈이 있는 사람들을 관리하는 것이 중요하다. 이러한 상황에서 일반적인 치료법은 다음 선택지 중 하나와 함께 적혈구를 조합해서 수혈하는 것이다.
- 혈장
- 프로트롬빈 복합 농축물, 제13인자, 피브리노겐
- 트라넥삼산이 함유된 피브리노겐

트라넥삼산 사용은 최근의 대형 무작위 통제 임상시험을 근거로 하는 유일한 선택지로, 외상 후 대량의 출혈이 있는 환자에게 투여한다.
| 상태                                                     | 프로트롬빈 시간 (PT) | 활성화 부분 프로트롬빈 시간 (aPTT) | 출혈 시간 (BT)   | 혈소판 수                   |
| -------------------------------------------------------- | -------------------- | ---------------------------------- | ---------------- | --------------------------- |
| 비타민 K 결핍 또는 와파린                                | 연장됨               | 정상 또는 약간 연장됨              | 영향을 받지 않음 | 영향을 받지 않음            |
| 파종성 혈관 내 응고                                      | 연장됨               | 연장됨                             | 연장됨           | 감소                        |
| 폰 빌레브란트 병                                         | 영향을 받지 않음     | 연장됨 또는 영향을 받지 않음       | 연장됨           | 영향을 받지 않음            |
| 혈우병                                                   | 영향을 받지 않음     | 연장됨                             | 영향을 받지 않음 | 영향을 받지 않음            |
| 아스피린                                                 | 영향을 받지 않음     | 영향을 받지 않음                   | 연장됨           | 영향을 받지 않음            |
| 혈소판감소증                                             | 영향을 받지 않음     | 영향을 받지 않음                   | 연장됨           | 감소                        |
| 초기 간부전                                              | 연장됨               | 영향을 받지 않음                   | 영향을 받지 않음 | 영향을 받지 않음            |
| 말기 간부전                                              | 연장됨               | 연장됨                             | 연장됨           | 감소                        |
| 요독증                                                   | 영향을 받지 않음     | 영향을 받지 않음                   | 연장됨           | 영향을 받지 않음            |
| 선천성 무섬유소원혈증                                    | 연장됨               | 연장됨                             | 연장됨           | 영향을 받지 않음            |
| 제5인자 결핍                                             | 연장됨               | 연장됨                             | 영향을 받지 않음 | 영향을 받지 않음            |
| 아밀로이드 자반증 등에서 볼 수 있는 제10인자 결핍        | 연장됨               | 연장됨                             | 영향을 받지 않음 | 영향을 받지 않음            |
| 글란츠만 혈소판기능저하증                                | 영향을 받지 않음     | 영향을 받지 않음                   | 연장됨           | 영향을 받지 않음            |
| 베르나르-술리에 증후군                                   | 영향을 받지 않음     | 영향을 받지 않음                   | 연장됨           | 감소하거나 영향을 받지 않음 |
| 제12인자 결핍                                            | 영향을 받지 않음     | 연장됨                             | 영향을 받지 않음 | 영향을 받지 않음            |
| C1 에스터레이스 억제인자(C1INH) 결핍증 (유전성 혈관부종) | 영향을 받지 않음     | 단축                               | 영향을 받지 않음 | 영향을 받지 않음            |